# Weidenhausen (Bad Berleburg)
Weidenhausen (mundartlich Weirehause) ist ein Stadtteil von Bad Berleburg im nordrhein-westfälischen Kreis Siegen-Wittgenstein.
Die Ortsmitte liegt 530 m ü. NN an der B 480.

## Geschichte

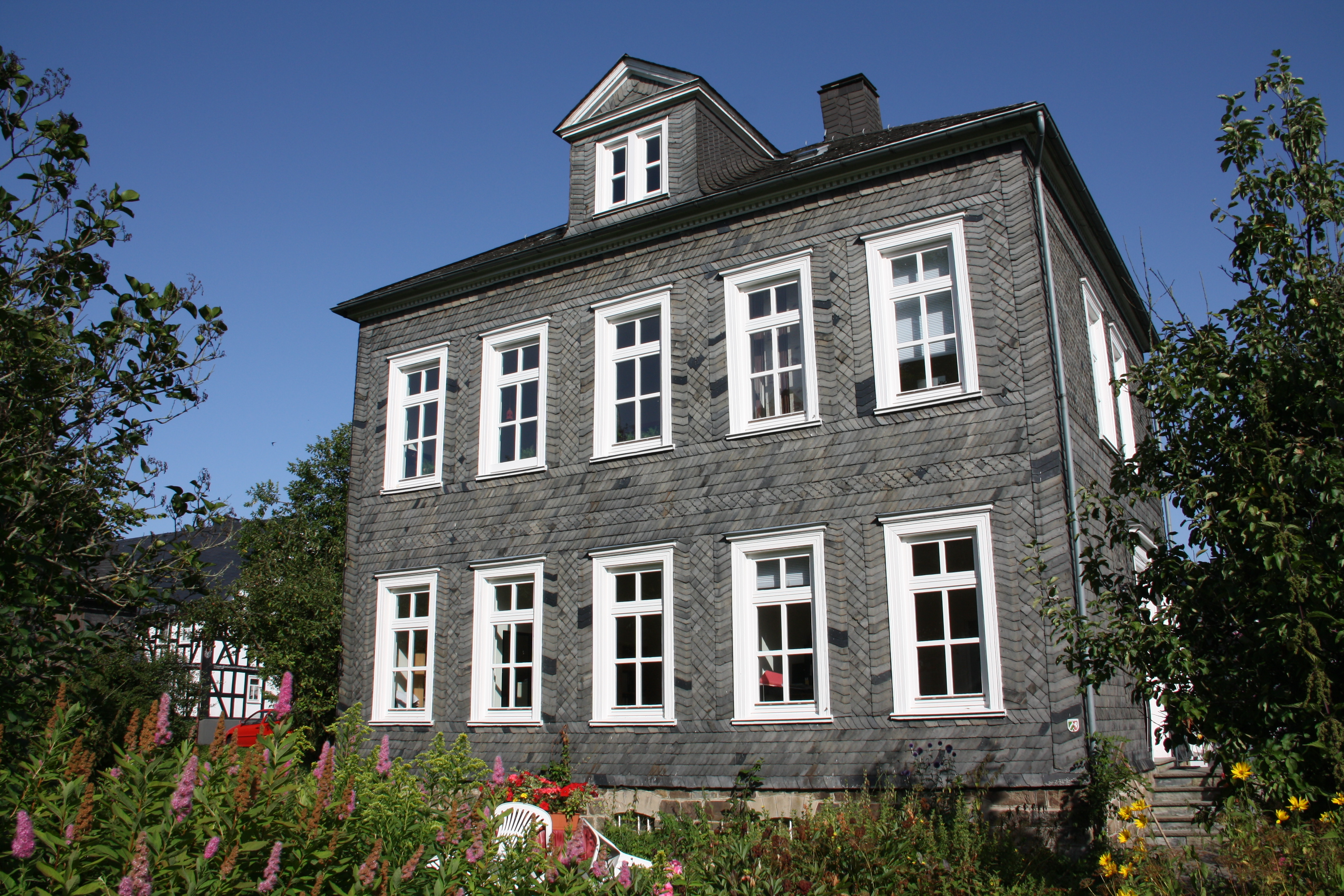
Pfarrhaus Weidenhausen

Die Ortschaft Weidenhausen liegt in den südlichen Ausläufern des Rothaargebirges im Kreis Siegen-Wittgenstein in einem sanft ansteigenden Talkessel des Rothenbachs, umgeben von Wiesen, Feldern, Nadel- und Laubhölzern. Der Ort gehört seit der Gebietsreform im Jahre 1975 zum Stadtbereich Bad Berleburg und war bis zur Eingemeindung eine selbständige Gemeinde des Amtes Berleburg im damaligen Kreis Wittgenstein.
Die älteste gesicherte Erkenntnis einer Erwähnung stammt aus dem Jahre 1309. In diesem Jahre stiftete Curt vom Bernshäuser Hof der Kirche „unserer gnedigen Frowen“ zu Weidenhausen einen Florin. Die 1765 ausgebaute Liebfrauenkirche (St. Marien) zu Weidenhausen gehörte bis zur Reformation im Jahre 1555 zur Erzdiözese Mainz, Dekanat Arfeld. Zunächst wurde das lutherische Bekenntnis angenommen, ab 1576 wurde der Wechsel auf das reformierte Bekenntnis mit dem Heidelberger Katechismus vollzogen, das bis heute in der Kirchengemeinde gültig ist.
Die Bewohner des Dorfes Weidenhausen blieben in den vergangenen Jahrhunderten von vielen Rückschlägen nicht verschont. Vor allem Kriege, Pestzeiten und Feuersbrünste machten den Menschen arg zu schaffen. Besonders im Dreißigjährigen Krieg von 1618 bis 1648 waren in unserem Ort sehr oft Einquartierungen zu verzeichnen, wobei Raub, Plünderung, Vergewaltigung und in den schlimmsten Fällen Verletzungen und Tod oft die Folge waren. In den Pestzeiten wurden die Einwohner, ebenso wie in anderen Orten, bis auf die Hälfte dezimiert. Die Feuersbrünste von April 1725 und März 1811 brachten die Bevölkerung ebenfalls immer wieder zur Verarmung.
Die wirtschaftliche Entwicklung im 20. Jahrhundert hat die Ortschaft aus dem Jahrhunderte andauernden Dornröschenschlaf geweckt. Schon 1958 hat sich im Ortsbereich ein Industrieunternehmen (Drahtzieherei) niedergelassen, wodurch die bisherige einseitige landwirtschaftliche Struktur verändert wurde. Neben einigen Gewerbebetrieben hat sich in den letzten Jahren besonders der Maschinenbau Müsse zu einem Unternehmen mit weltweiten Kontakten entwickelt. Zudem läuft zurzeit die Planung und Vorbereitung für ein 10 Hektar großes Gewerbe- und Industriegebiet in westlicher Richtung oberhalb des Ortsbereiches im Anschluss an die im Jahre 1980 eingeweihte Sportanlage.
Am 1. Januar 1975 wurde Weidenhausen nach Bad Berleburg eingemeindet.
Heute gibt die Ortschaft Weidenhausen ein lebendiges, attraktives und reizvolles Dorfbild ab. Der alte Dorfkern bei und hinter der Kirche ist noch dörflich strukturiert. Das Vereinsleben als Säule der Dorfgemeinschaft ist sehr ausgeprägt, was durch das in der ehemaligen Schule untergebrachten Dorfgemeinschaftshaus noch gefördert wird. Da sich Weidenhausen besonders für die ruhige, naturnahe Erholung eignet, hat der Fremdenverkehr mit drei größeren Pensionen eine gewisse Bedeutung erlangt.

### Einwohnerentwicklung
- 1961: 321 Einwohner[2]
- 1970: 329 Einwohner[2]
- 1974: 340 Einwohner[3]
- 2011: 492 Einwohner
- 2021: 458 Einwohner[1]

## Kirche
Die erste urkundliche Erwähnung der Kirche St. Marien, wie auch des Dorfes Weidenhausen, stammt aus dem Jahr 1309. Sie ist eine Tochterkirche der auf die Missionstätigkeit von Bonifatius zurückgehende Martinskirche zu Raumland.
Im Jahre 1763 musste die alte Kirche wegen Baufälligkeit geschlossen werden und anschließend wurde das Kirchenschiff bis auf den wehrhaften, romanischen Turm, der noch aus der Zeit vor 1309 stammt, abgerissen. Dieser erhielt in der Zeit um 1765, im Zuge des Neubaus des Kirchenschiffs, eine gestufte welsche Turmhaube. Bemerkenswert und einmalig in der ganzen Umgebung ist das spätbarocke achtseitige Kirchenschiff, ein Zentralbau mit zeltartigem Mansarddach.
2001 wurde die jetzige Orgel (Manual und freies Pedal mit 13,5 Registern) eingeweiht. Sie wurde von Eckehard Lüdke aus
Marburg (Lahn) erstellt.
Die Kirchengemeinde Weidenhausen ging 2009 in der Kirchengemeinde Raumland auf und verlor damit ihre Selbständigkeit.

## Regelmäßige Termine
- Osterfeuer: Karsamstag (Veranstalter: Freiwillige Feuerwehr Weidenhausen)
- Sportfest: letztes volles Wochenende im Juni (Veranstalter: FC Weidenhausen e. V. 1961)
- Dorffest: zu Beginn der Sommerferien (Veranstalter: Arion Weidenhausen 1881 Gemischter Chor)
- Bayerisches Fest: Anfang September (Veranstalter: Dorfjugend Weidenhausen)
- Weihnachtsbasar: zum ersten Advent (Veranstalter: Heimat- und Verkehrsverein Weidenhausen)